# Нидатал
Нидатал (на немски: Niddatal) е град в Горен Хесен, Германия, с 9291 жители (към 31 декември 2014). През града тече река Нида. Нидатал се намира на 6 km югоизточно от град Фридберг и на 22 km североизточно от Франкфурт на Майн.
На 1 декември 1970 г. град Асенхайм и общините Бьонщат и Илбенщат са присъединени към новия град Нидатал.